# Хансен, Хельмер
Хе́льмер Ю́лиус Ха́нсен (норв. Helmer Julius Hanssen) — известный норвежский путешественник и исследователь, участник двух экспедиций Амундсена к Южному полюсу и Северо-Западному проходу.

## Биография
Хансен родился в небольшой деревне на севере Норвегии. Некоторое время охотился на тюленей вокруг Шпицбергена. К 1903 году он познакомился с Амундсеном и решил участвовать в поиске Северо-Западного прохода. Однако один из кредиторов Амундсена грозился наложить арест на судно «Йоа». В результате, в полночь 16 июня 1903 г., Амундсен, Хансен, Линдстрём и ещё четыре члена экипажа под покровом ночи и проливным дождём пробрались на судно и отплыли в Северное море. Экспедиция продлилась два года и закончилась успешно.

## Южный полюс
В 1909 г. Хансен принимает участие в экспедиции к Южному полюсу. Во Фрамхейме Хансен занимается палатками, усовершенствованием саней, а также строит снежную хижину, «пристройку» Фрамхейма. В 1911 г. отряд, включавший Руаля Амундсена, Олафа Бьоланда, Оскара Вистинга, Хельмера Хансена и Сверре Хасселя, отправился к полюсу. Во время поездки исполнял обязанности навигатора и передового. По достижении предполагаемой точки южного полюса Хансен вместе с Бьоланом проехал ещё 7 километров вдоль меридиана, чтобы, если получится, пройти саму точку полюса.
В своей книге «Южный полюс» Амундсен высоко оценивает Хансена за его мужество, готовность рисковать своей жизнью и острое зрение, не раз спасавшее экспедицию, а также называет его лучшим каюром из всех тех, что он видел. Амундсен также отмечает его полное презрение к опасности.
«А может быть, Хансен и наслаждался своим положением? Быть распростёртым над головокружительной пропастью с перспективой сверзиться туда каждую минуту — это ведь как раз в его вкусе!» — пишет он.

## Дальнейшая жизнь
В 1918 году, во время экспедиции к Северо-Восточному проходу, Хансен был капитаном корабля «Мод», но в 1920 году после конфликта с Амундсеном разжалован и списан в Номе.
В 1936 г. публикует автобиографию «Путешествия современного викинга» (англ. The Voyages of a Modern Viking) (на русский язык пока не переведена).
Хансен умер в 1956 году в городе Тромсё.

## Память
В честь Хансена названа гора в Антарктиде.